# Melvin Ely
Melvin Ely (Harvey, 2 de maio de 1978) é um ex-jogador norte-americano de basquete profissional que atuou na  National Basketball Association (NBA). Foi o número 12 do Draft de 2002.